# Сен-Жюльен-ан-Сент-Альбан
Сен-Жюлье́н-ан-Сент-Альба́н (фр. Saint-Julien-en-Saint-Alban, окс. Sant Julien en Sant Alban) — коммуна во Франции, находится в регионе Рона — Альпы. Департамент коммуны — Ардеш. Входит в состав кантона Шомерак. Округ коммуны — Прива.
Код INSEE коммуны 07255.
Коммуна расположена приблизительно в 490 км к югу от Парижа, в 115 км южнее Лиона, в 9 км к востоку от Прива.

## Население
Население коммуны на 2008 год составляло 1278 человек.
| 1962 | 1968 | 1975 | 1982 | 1990 | 1999 | 2008 |
| ---- | ---- | ---- | ---- | ---- | ---- | ---- |
| 642  | 763  | 815  | 903  | 924  | 1022 | 1278 |

## Экономика
В 2007 году среди 801 человека в трудоспособном возрасте (15-64 лет) 607 были экономически активными, 194 — неактивными (показатель активности — 75,8 %, в 1999 году было 71,7 %). Из 607 активных работали 549 человек (304 мужчины и 245 женщин), безработных было 58 (22 мужчины и 36 женщин). Среди 194 неактивных 45 человек были учениками или студентами, 67 — пенсионерами, 82 были неактивными по другим причинам.

## Фотогалерея

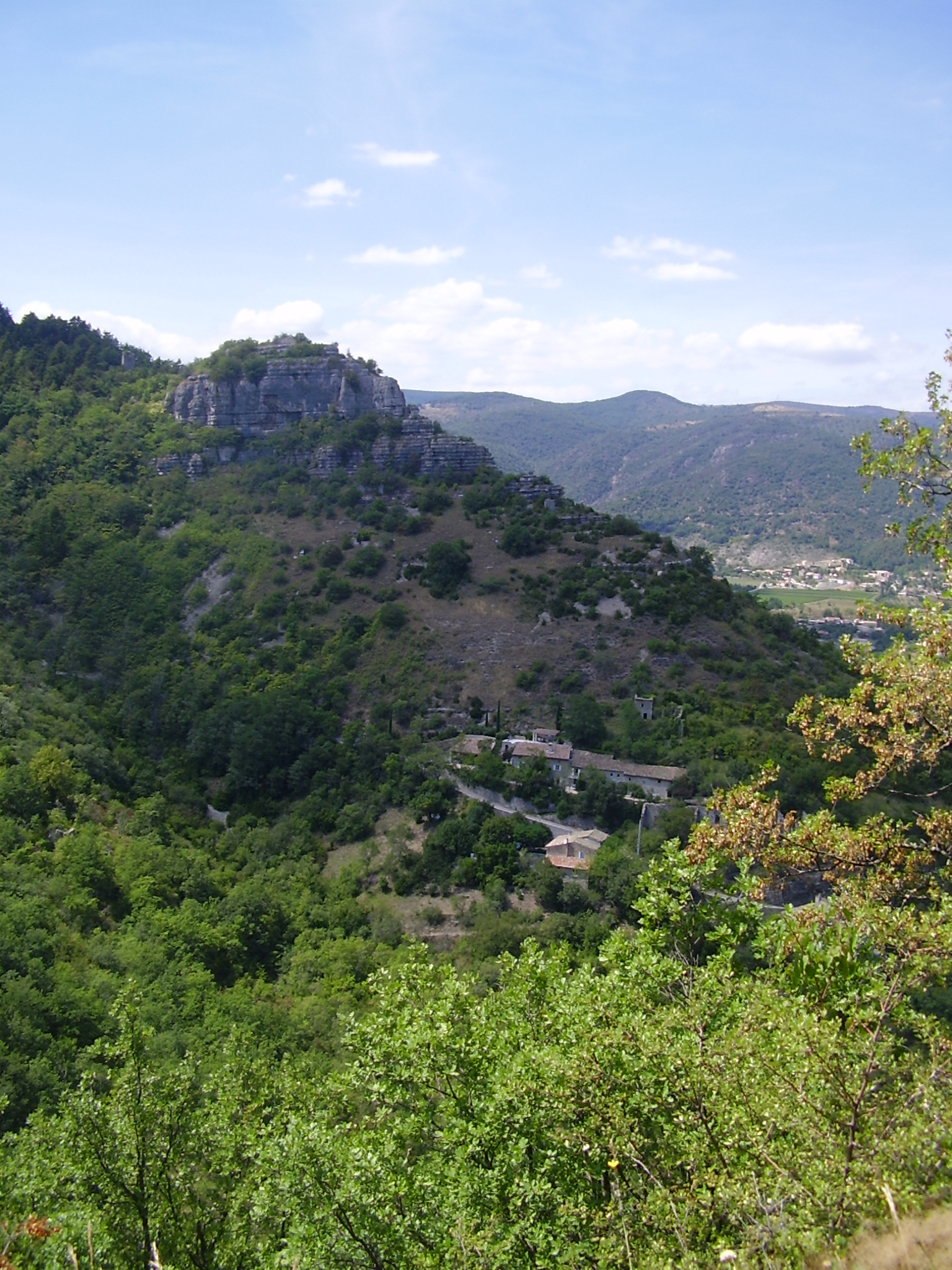
Горы в Сен-Жюльен-ан-Сент-Альбан
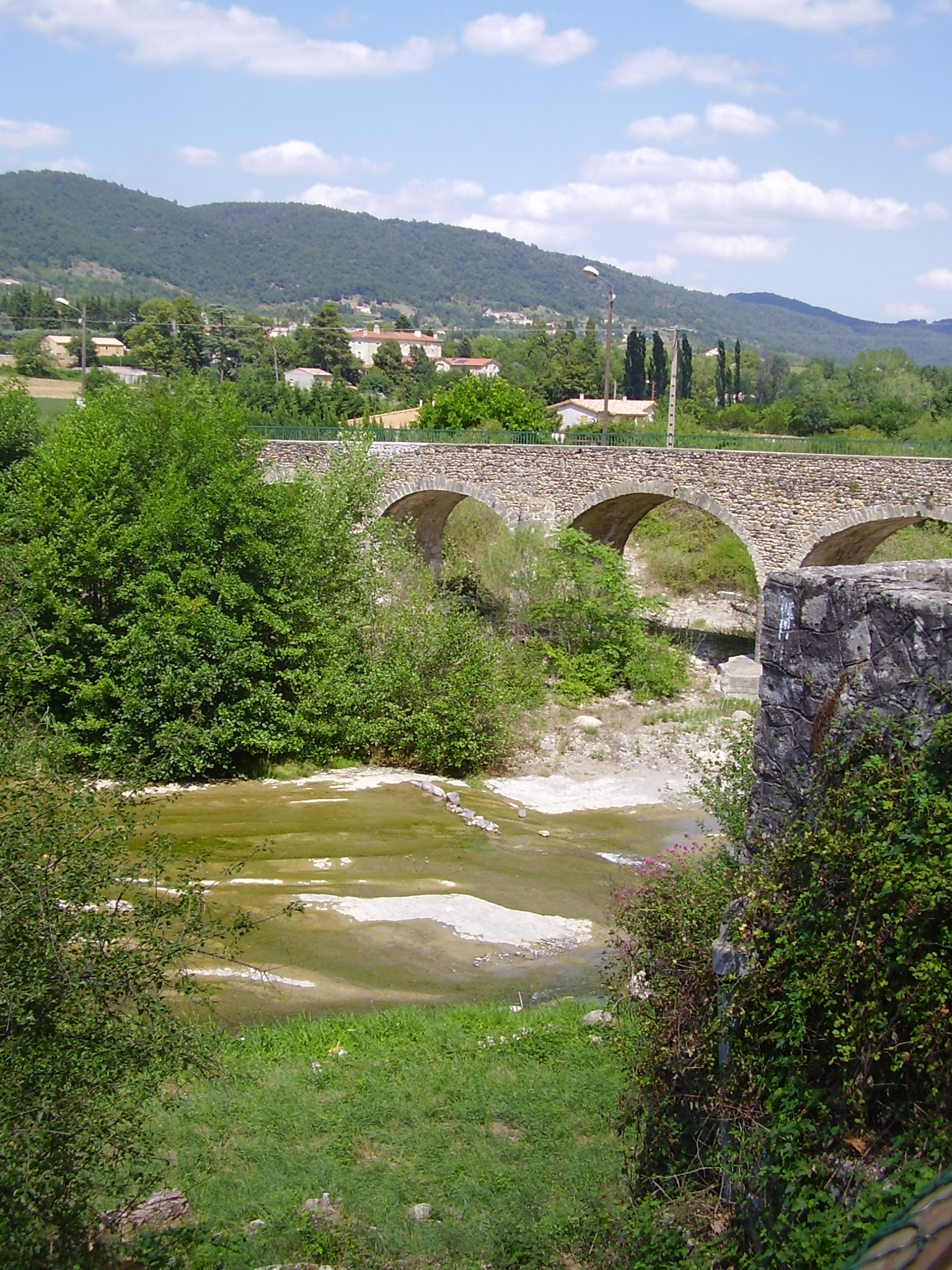
Мост
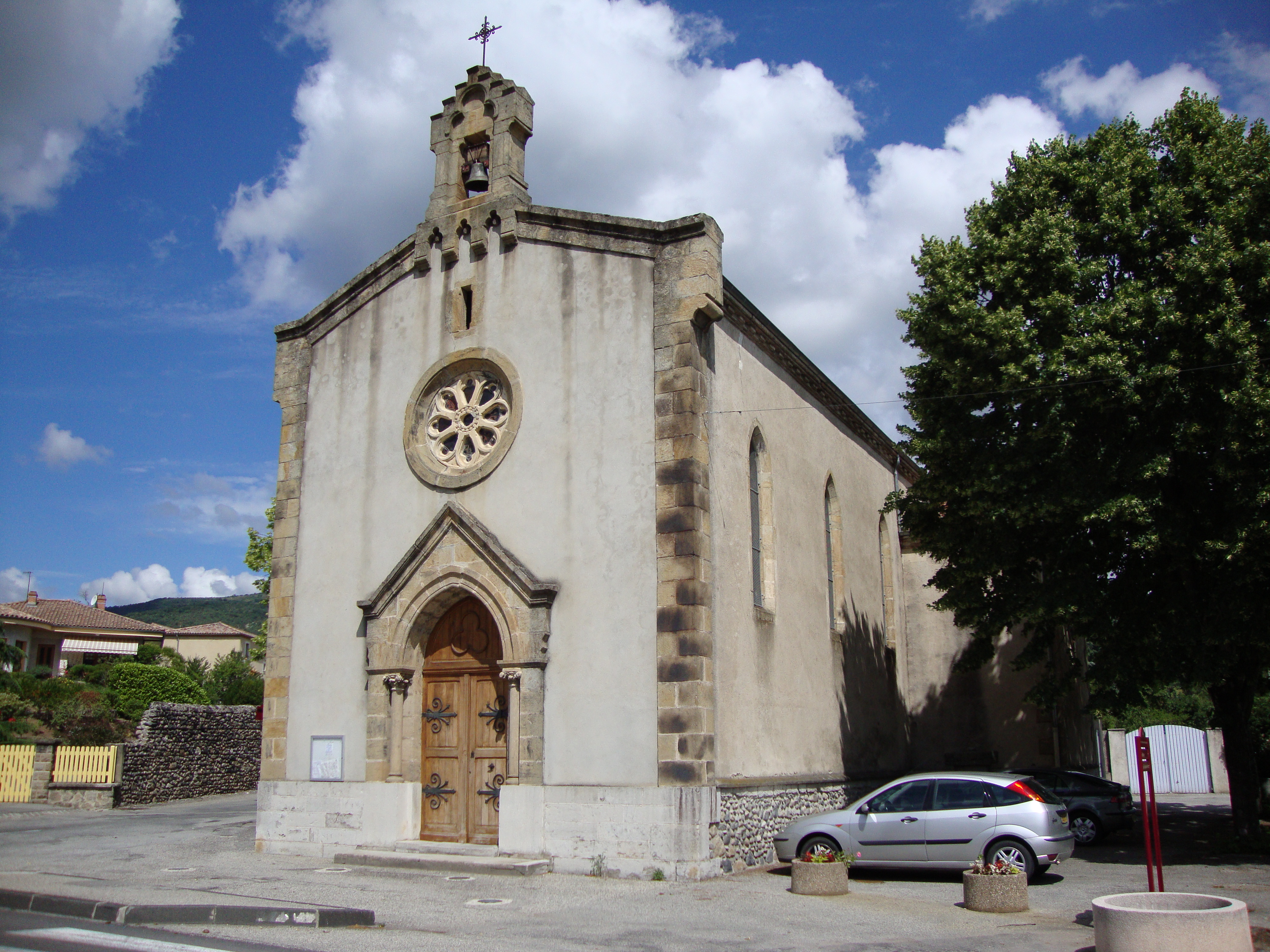
Католическая церковь
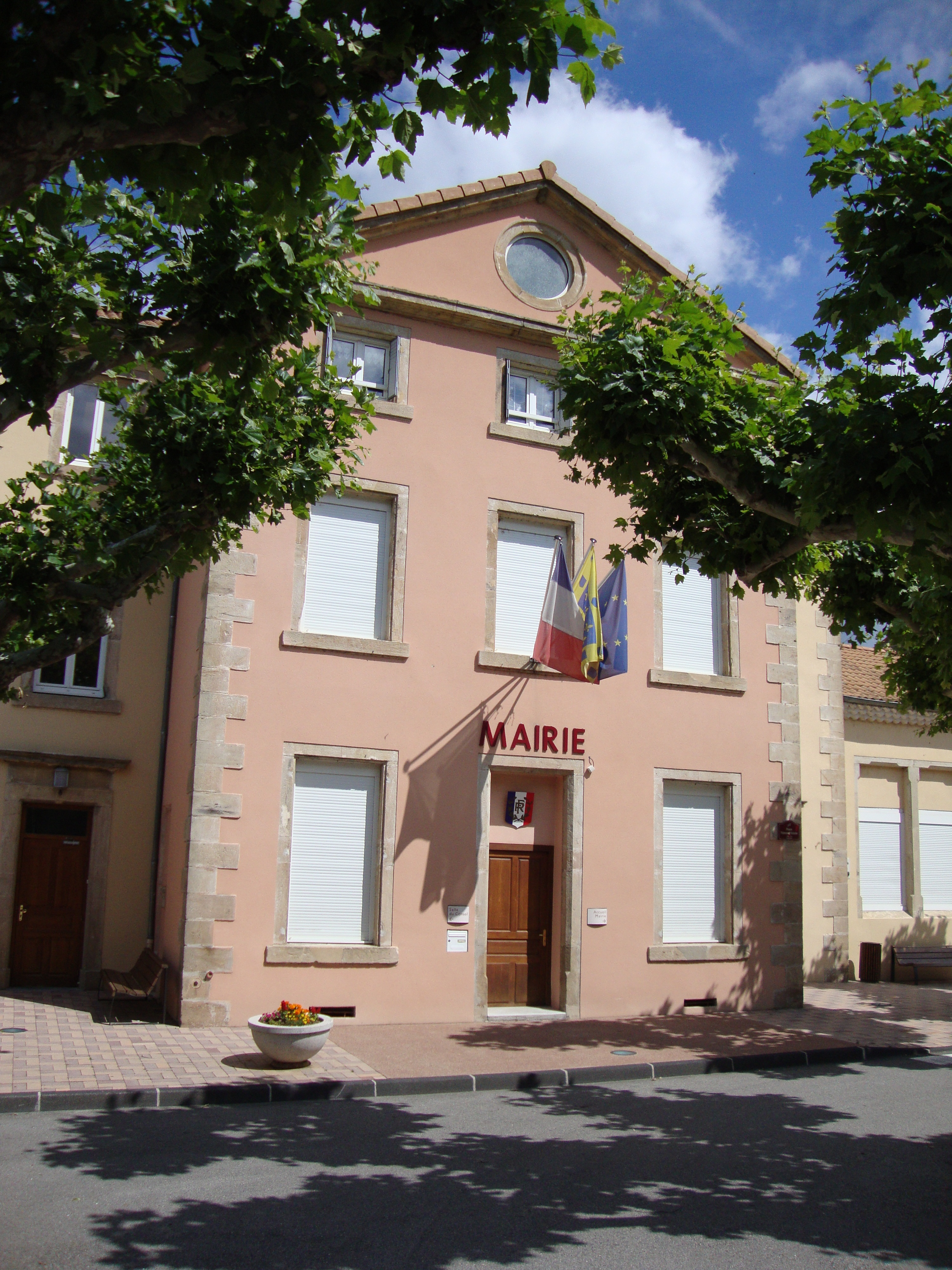
Мэрия